# Orstom
Orstom is een geslacht van spinnen uit de familie Barychelidae.

## Soorten
Het geslacht kent de volgende soorten:
- Orstom aoupinie Raven, 1994
- Orstom chazeaui Raven & Churchill, 1994
- Orstom hydratemei Raven & Churchill, 1994
- Orstom macmillani Raven, 1994
- Orstom tropicus Raven, 1994
- Orstom undecimatus Raven, 1994